# آزادی (فیلم ۲۰۱۴)
آزادی (انگلیسی: Freedom) یک فیلم سینمایی آمریکایی به کارگردانی پیتر کوزنس است که در آن کوبا گودینگ جونیور، ویلیام سدلر و شارون لیل بازی می‌کنند.

## داستان
دو مرد که ۱۰۰ سال از هم جدا شده‌اند در جستجوی آزادی متحد هستند. در سال ۱۸۶۵ یک برده، ساموئل وودوارد و خانواده اش، از مزارع مونرو در نزدیکی ریچموند، ویرجینیا فرار کردند. یک شبکه مخفی از افراد عادی که به عنوان راه‌آهن زیرزمینی شناخته می‌شود، خانواده را در سفر خود به شمال کانادا راهنمایی می‌کند. آنها بی رحمانه توسط شکارچی برده بدنام پلیمپتون دنبال می‌شوند. ساموئل که مانند سگ شکار شده و تحت تحمل رنج و تصور غیرقابل تصوری قرار گرفته‌است، مجبور است تصمیم بگیرد بین انتقام یا آزادی تصمیم بگیرد. ۱۰۰ سال پیش از آن در سال ۱۷۴۸، جان نیوتن کاپیتان یک بازرگان برده با محموله‌ای از بردگان از آفریقا قایقرانی می‌کند، به آمریکا سفر می‌کند. پدربزرگ ساموئل است که بقای او به سرنوشت کاپیتان نیوتن گره خورده‌است. این سفر زندگی نیوتن را برای همیشه تغییر می‌دهد و او میراثی را ایجاد می‌کند که ساموئل و زندگی میلیون‌ها سال را برای نسل‌های آینده الهام می‌بخشد.